# Ацис и Галатея
Аци́с и Галате́я — мифологический сюжет, разработанный в «Метаморфозах» Овидия; история любви Ациса и нимфы Галатеи.
История этих мифологических персонажей стала предметом для многих произведений: стихов, опер, картин и скульптур.

## Мифология
Галатея (Γαλάτεια), дочь Нерея и Дориды, была морской нимфой, упоминающейся ещё в сочинениях Гомера и Гесиода, где она описывается как самая прекрасная и самая любимая из 50 Нереид. Овидий в своих «Метаморфозах» представляет её как возлюбленную Ациса (Ἄκις), сына Фавна и наяды Symaethis, дочери реки Симето.
Когда ревнивый соперник Ациса — сицилийский циклоп Полифем, убил его камнем, Галатея обратила кровь возлюбленного в сицилийскую реку Ячи, духом которой он стал. Эта версия мифа не встречается нигде ранее, кроме как в творчестве Овидия. Но, по мнению греческого ученого Афинея, эта история была впервые придумана древнегреческим поэтом Филоксеном как политическая сатира против cицилийского тирана Дионисия Старшего из Сиракуз, чья любимая наложница Галатея поделилась своим именем с нимфой. Часть искусствоведов считают, что эта история была придумана, чтобы объяснить наличие святилища, посвященного Галатее на горе Этна.

## В культуре